# Szabadegyháza
Szabadegyháza es un pueblo húngaro perteneciente al distrito de Gárdony, condado de Fejér.

## Superficie
Cuenta con una superficie de 41,64 km².

## Demografía
Hasta 2024 la población era de 2002 habitantes, con una densidad de población de 48,07 hab/km².
| Gráfica de evolución demográfica de Szabadegyháza entre 2020 y 2024 |
|                                                                     |
| Datos según la Oficina Central de Estadística de Hungría.           |